# Roaix
Pour le vin, voir roaix (AOC).
Roaix (prononcé [roɛks]) à cause de la graphie, mais en fait /roais/ provençal, est une commune française, située dans le département de Vaucluse en région Provence-Alpes-Côte d'Azur.

## Géographie
Cette commune, au nord de Vaucluse, est située à l'ouest de Vaison-la-Romaine, et au nord-ouest des Dentelles de Montmirail. Elle fait partie de l'aire urbaine de Vaison-la-Romaine.
|         | Buisson |                   |
| Rasteau | Roaix   | Vaison-la-Romaine |
|         | Séguret |                   |

### Relief et géologie
La partie est de la commune est principalement composée d'une plaine alluvionnaire (quaternaire) alors que la partie ouest de la commune correspond aux flancs du nord-est de la montagne dite de Ventabren. La partie centrale quant à elle est composée de diverses résurgences de la partie ouest.
Le point le plus bas, soit 149 mètres d'altitude, se trouve dans le lit de l'Ouvèze, à l'extrême sud, et le point le plus haut, 384 mètres d'altitude, en bordure de commune, à l'est du vallat de Rabais.

### Accès et transports
La commune est desservie depuis le nord par la route départementale 20 sans que celle-ci ne touche le bourg. Les routes départementales 7 et 975 quant à elles traversent la commune sur un axe plus ou moins nord-sud en passant par le bourg.
À noter le passage d'une variante du chemin de grande randonnée 4.
L'autoroute la plus proche est l'autoroute A7.

### Sismicité
Les cantons de Bonnieux, Apt, Cadenet, Cavaillon, et Pertuis sont classés en zone Ib (risque faible). Tous les autres cantons du département de Vaucluse, dont celui de Vaison auquel appartient la commune, sont classés en zone Ia (risque très faible). Ce zonage correspond à une sismicité ne se traduisant qu'exceptionnellement par la destruction de bâtiments.

### Hydrographie
La commune est arrosée par l'Ouvèze qui passe à son extrême sud-est. Plusieurs vallats l'alimentent (vallat des Babegières, vallat des Banettes, etc.).

### Climat
Pour des articles plus généraux, voir Climat de Provence-Alpes-Côte d'Azur et Climat de Vaucluse.
En 2010, le climat de la commune est de type climat méditerranéen franc, selon une étude du Centre national de la recherche scientifique s'appuyant sur une série de données couvrant la période 1971-2000. En 2020, Météo-France publie une typologie des climats de la France métropolitaine dans laquelle la commune est dans une zone de transition entre le climat de montagne et le climat méditerranéen et est dans la région climatique  Provence, Languedoc-Roussillon, caractérisée par une pluviométrie faible en été, un très bon ensoleillement (2 600 h/an), un été chaud (21,5 °C), un air très sec en été, sec en toutes saisons, des vents forts (fréquence de 40 à 50 % de vents > 5 m/s) et peu de brouillards. 
Pour la période 1971-2000, la température annuelle moyenne est de 13,8 °C, avec une amplitude thermique annuelle de 17,3 °C. Le cumul annuel moyen de précipitations est de 808 mm, avec 6,1 jours de précipitations en janvier et 3,3 jours en juillet. Pour la période 1991-2020, la température moyenne annuelle observée sur la station météorologique de Météo-France la plus proche, « Visan », sur la commune de Visan à 9 km à vol d'oiseau, est de 14,2 °C et le cumul annuel moyen de précipitations est de 772,7 mm. 
La température maximale relevée sur cette station est de 42 °C, atteinte le 22 août 2023 ; la température minimale est de −10,9 °C, atteinte le 2 mars 2005,,. 
Les paramètres climatiques de la commune ont été estimés pour le milieu du siècle (2041-2070) selon différents scénarios d'émission de gaz à effet de serre à partir des nouvelles projections climatiques de référence DRIAS-2020. Ils sont consultables sur un site dédié publié par Météo-France en novembre 2022.

## Urbanisme

### Typologie
Au 1er janvier 2024, Roaix est catégorisée commune rurale à habitat dispersé, selon la nouvelle grille communale de densité à sept niveaux définie par l'Insee en 2022.
Elle appartient à l'unité urbaine de Vaison-la-Romaine, une agglomération intra-départementale regroupant quatre  communes, dont elle est une commune de la banlieue,,. Par ailleurs la commune fait partie de l'aire d'attraction de Vaison-la-Romaine, dont elle est une commune de la couronne,. Cette aire, qui regroupe 14 communes, est catégorisée dans les aires de moins de 50 000 habitants,.

### Occupation des sols
L'occupation des sols de la commune, telle qu'elle ressort de la base de données européenne d’occupation biophysique des sols Corine Land Cover (CLC), est marquée par l'importance des territoires agricoles (86,4 % en 2018), une proportion identique à celle de 1990 (86,4 %). La répartition détaillée en 2018 est la suivante : 
cultures permanentes (71 %), zones agricoles hétérogènes (15,5 %), forêts (7,7 %), zones urbanisées (5,8 %). L'évolution de l’occupation des sols de la commune et de ses infrastructures peut être observée sur les différentes représentations cartographiques du territoire : la carte de Cassini (XVIIIe siècle), la carte d'état-major (1820-1866) et les cartes ou photos aériennes de l'IGN pour la période actuelle (1950 à aujourd'hui).

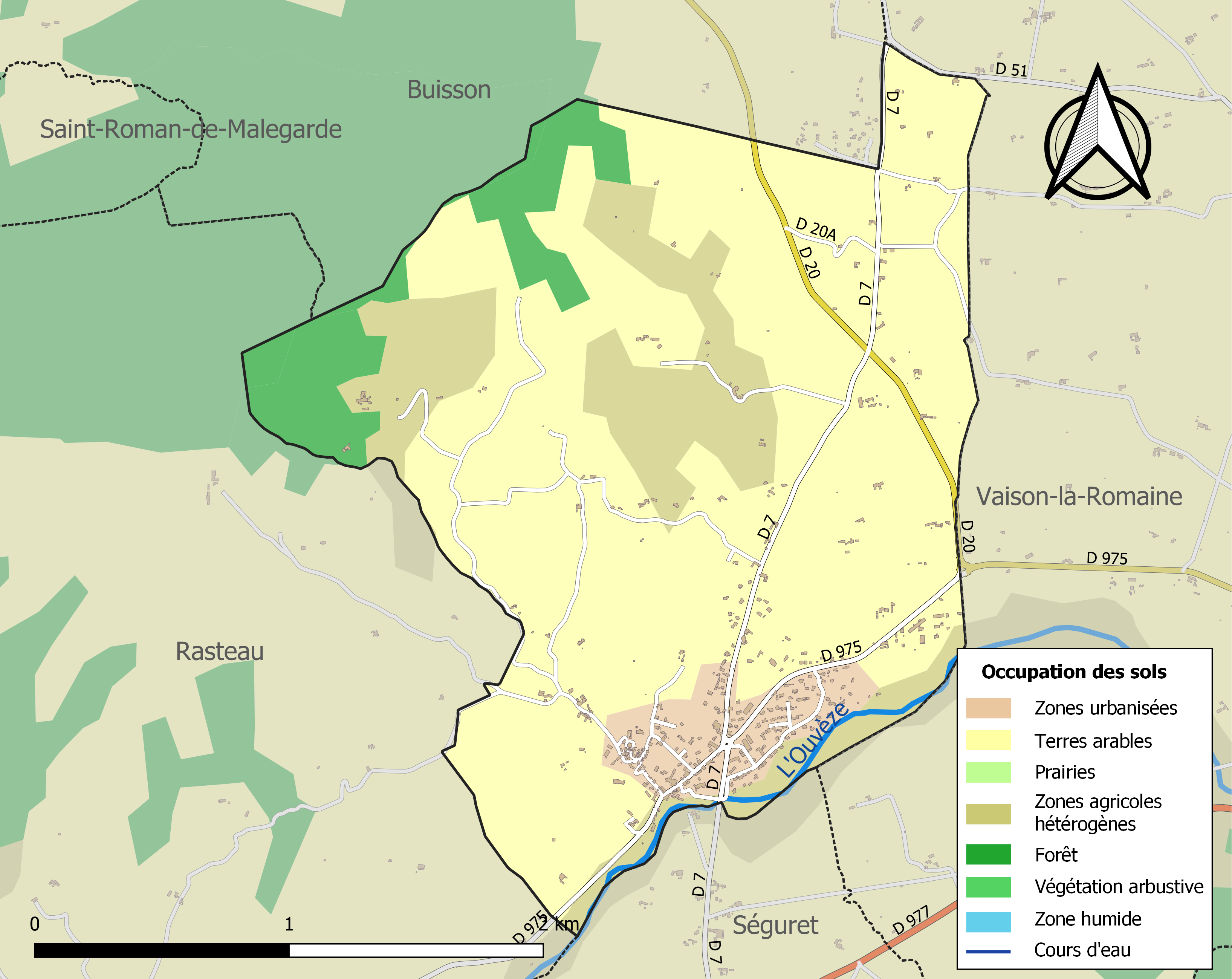
Carte des infrastructures et de l'occupation des sols de la commune en 2018 (CLC).

## Histoire

### Préhistoire
La fouille archéologique effectuée par Jean Courtin en 1966, de l'hypogée de Roaix, ou hypogée des Grottes, daté de la fin du Chalcolithique, a permis de mettre en évidence deux phases d'utilisation. La couche supérieure, appelée « couche de guerre », contenait les squelettes complets, en connexion anatomique, d'environ 35 personnes, empilés rapidement, sans élément de parure, sur quatre à cinq rangées. Plusieurs pointes de flèches dont certaines étaient encore plantées dans les os ont aussi été retrouvées. Cette couche a été datée de 2090 av. J.-C (+/- 140). Dans la couche inférieure, datée de 2150 av. J.-C (+/- 140), les squelettes étaient la plupart du temps déconnectés et accompagnés d'outils en silex (poignards-faucilles, couteaux, pointes de flèches), de nombreux éléments de parure (2 312 perles en test de coquillage ou en calcaire, 185 perles en stéatite, 1 en pâte de verre, 1 en cuivre) et de récipients à fond plat,,.
Le gisement a été protégé par l'effondrement de la voûte provoqué à la suite d'un feu violent.

### Les Templiers et les Hospitaliers
Ce fut en 1138 qu'Arnaud de Bedos, commandeur de Richerenches, fonda une maison du Temple, la commanderie de Roaix, sur la route de Villedieu. Rostang, l'évêque de Vaison, l'exonéra de la dîme et autorisa la construction de l'église et d'un cimetière la jouxtant. Dix ans plus tard, cette maison templière obtint son autonomie.
Après le concile de Vienne, cette maison passa entre les mains des Hospitaliers de l'ordre de Saint-Jean de Jérusalem, en 1308, puis ceux-ci la rétrocédèrent à la papauté d'Avignon, en 1317.

### Renaissance

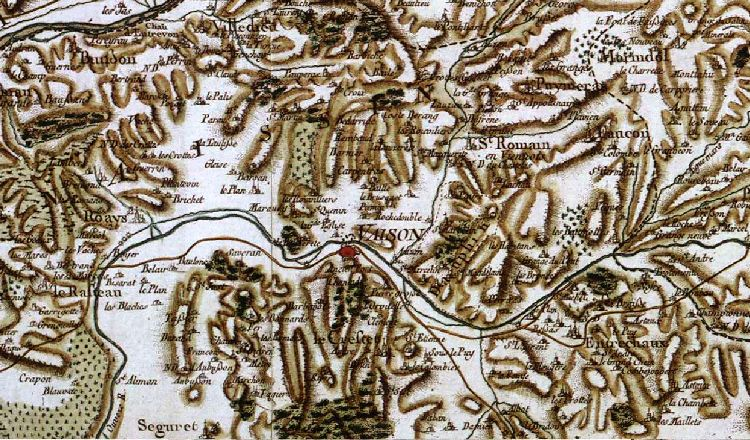
Roaix (Roays) sur la carte Cassini.

Les papes d'Avignon puis leurs successeurs de Rome inféodèrent ensuite ce fief à des nobles provençaux. La donation de Clément VII à la famille de Vesc fut confirmée par Paul IV. Puis Cathelin Choyselat en devint coseigneur en 1530, les Belli, alliés aux Vaesc, obtinrent une partie du fief en paréage en 1594. Puis, par mariages successifs, elle revint en entier aux Vaesc qui en étaient les uniques seigneurs à la veille de la Révolution.

### Période moderne

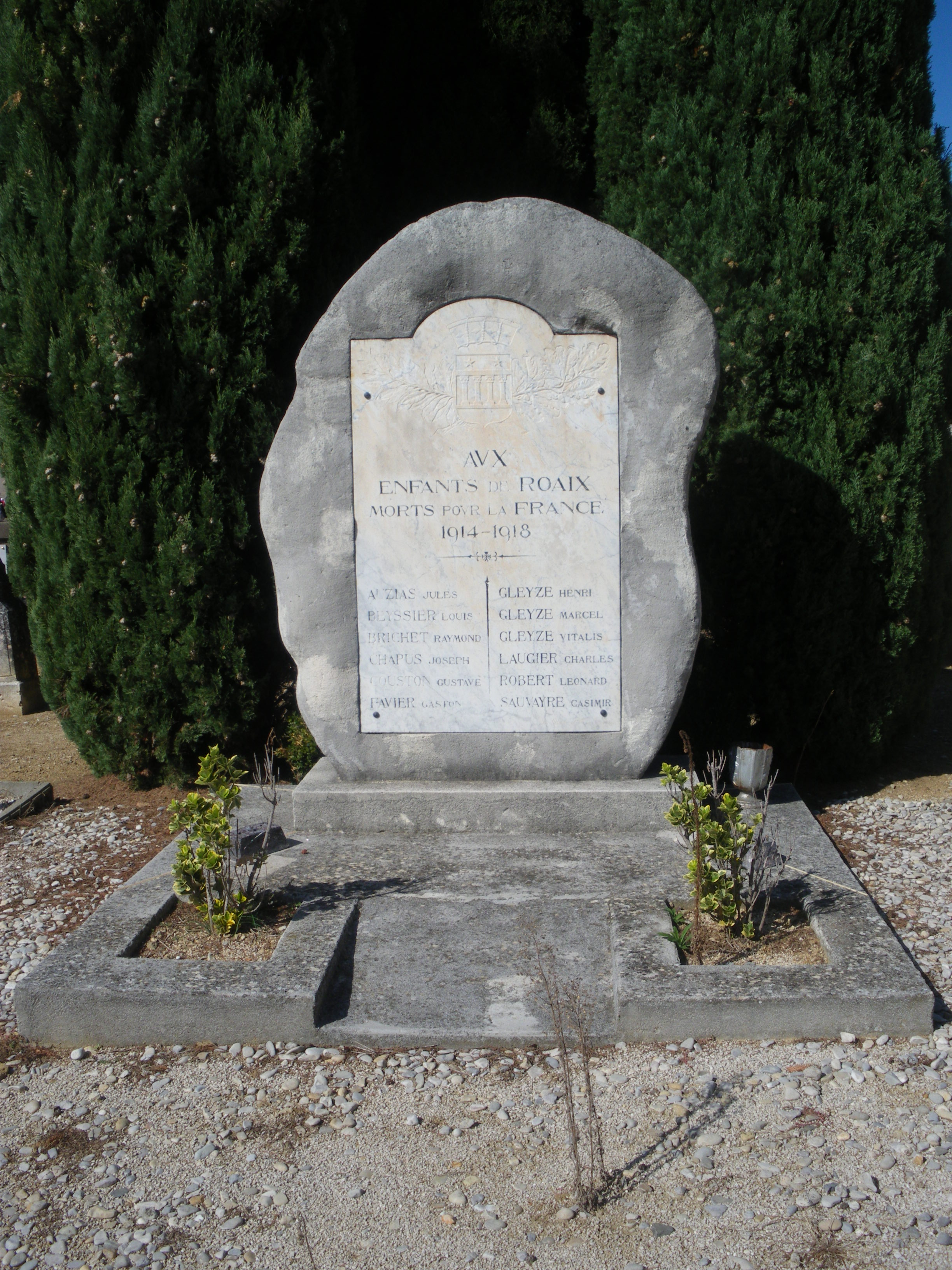
Monument aux morts
en souvenir des douze Roaixois morts lors de la Première Guerre mondiale.

Menacée de ruine, l'église paroissiale fut rasée en 1735 et reconstruite deux ans plus tard grâce à des dons que fit parvenir Clément XII. Elle fut consacrée sous le titre de Notre-Dame-de-l'Assomption, le 17 juillet 1736
Le 12 août 1793 fut créé le département de Vaucluse, constitué des districts d'Avignon et de Carpentras, mais aussi de ceux d'Apt et d'Orange, qui appartenaient aux Bouches-du-Rhône, ainsi que du canton de Sault, qui appartenait aux Basses-Alpes.
De 1907 à 1952[réf. nécessaire], la ville possède une gare sur la Ligne d'Orange à Buis-les-Baronnies.

### Période contemporaine

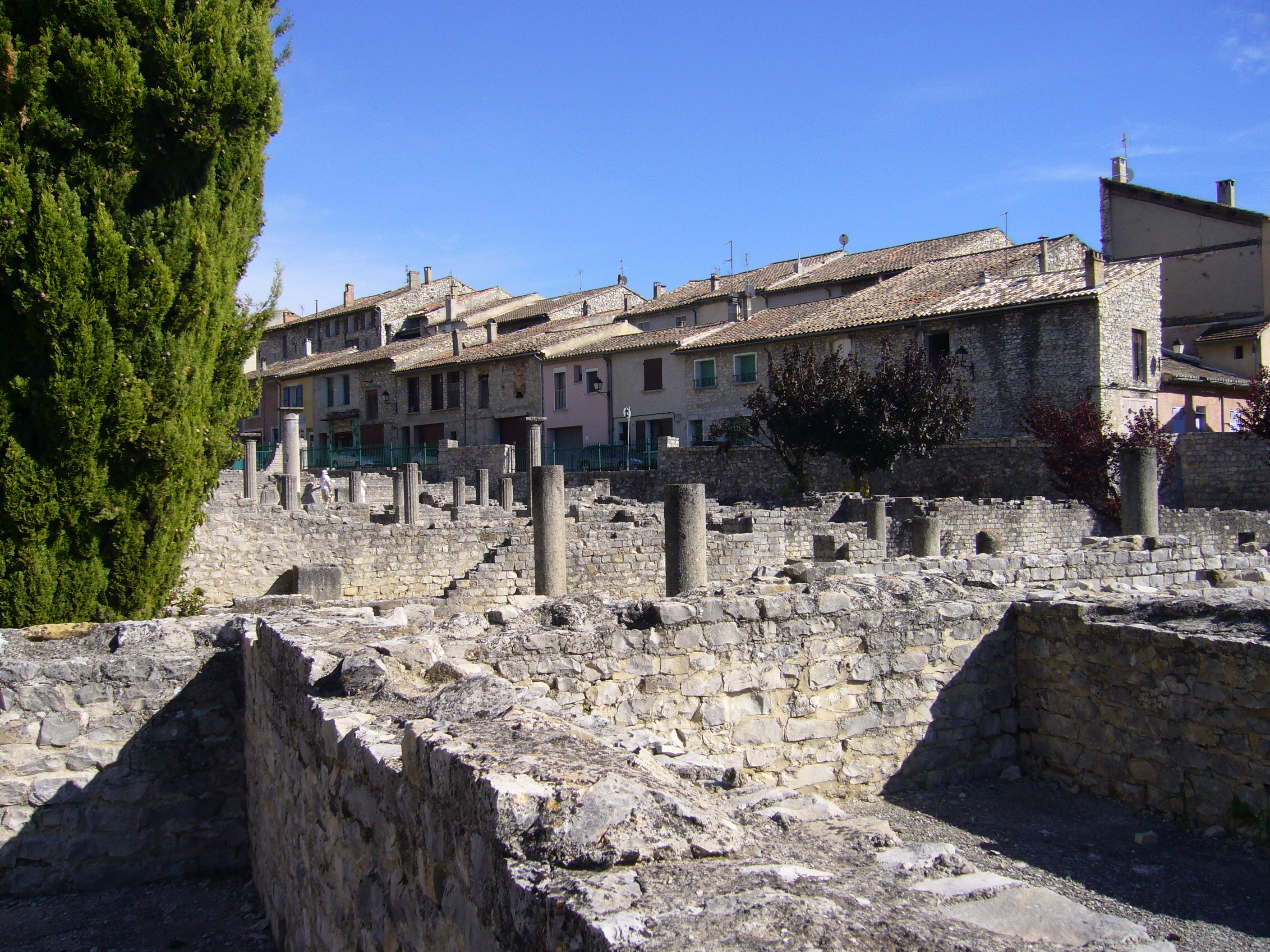
Plaque commémorative de la crue de l'Ouvèze le 22 septembre 1992, Vaison-la-Romaine.

La cave coopérative de Roaix-Séguret a été fondée en 1960. C'est la plus récente du département. Le 2 novembre 1966, les vins de la commune eurent droit à postuler à l'appellation côtes-du-rhône villages. Ce décret a depuis été modifié le 12 février 1999 et pour la dernière fois le 23 octobre 2009.
Le 22 septembre 1992, après un très violent orage, l'Ouvèze se déchaîna et le village, en aval de Vaison-la-Romaine, en subit les conséquences avec notamment la destruction de son pont. Ce type de crue d'automne est typique des cours d'eau méditerranéens de moyenne montagne. Elle se caractérise par sa courte durée et son intensité. En effet, en quatre heures, il est tombé selon les endroits, entre 300 mm (à Entrechaux près de Vaison-la-Romaine) et 143 mm (à Buis-les-Baronnies, dans la Drôme) et 179 mm à Vaison et 215 mm à Malaucène. De plus, il s'est écoulé à peine cinq heures entre l'inondation et l'amorce de la décrue. Cet événement météorologique important a été amplifié par les modes d'occupation du sol et de gestion des lits des cours d'eau. L'histoire et l'analyse géomorphologique indiquent, en effet, que l'Ouvèze a déjà connu des crues aussi importantes que celle du 22 septembre. Face à un tel désastre, un état de catastrophe naturelle a été décrété
.

### Toponymie
La plus ancienne graphie attestée est Roaix en 1138. Aucune racine ligure, celte, grecque ou latine ne pouvant expliquer ce toponyme, il a été suggéré, pour cette possession templière, Er-roha, nom arabe d'Édesse. Cette étymologie est néanmoins phonétiquement impossible. De plus, le nom ancien d'Edesse est Urfa ou, plus anciennement, grec Osroe. En outre, le toponyme doit être beaucoup plus ancien. Nom d'un lieu de passage antique de première importance, Roais contient soit le latin aquis "des eaux" comme Aix (-en-Provence), soit àcc(es)sis « accès, passages » à un cas oblique pluriel. Le premier élément est un gallo-romain (d'origine celtique) rotu- « gué » ; toutefois le nom du Rhône, ródanus > *róδe-, n'est pas à exclure. L'évolution est régulière (*roδaccis « passage du Rhône » > /roajs/).

### Héraldique
| Blason de Roaix | Les armes peuvent se blasonner ainsi : De gueules à la fasce d'argent chargée de quatre colonnes de sable, accompagnée de deux étoiles d'or. |

## Politique et administration

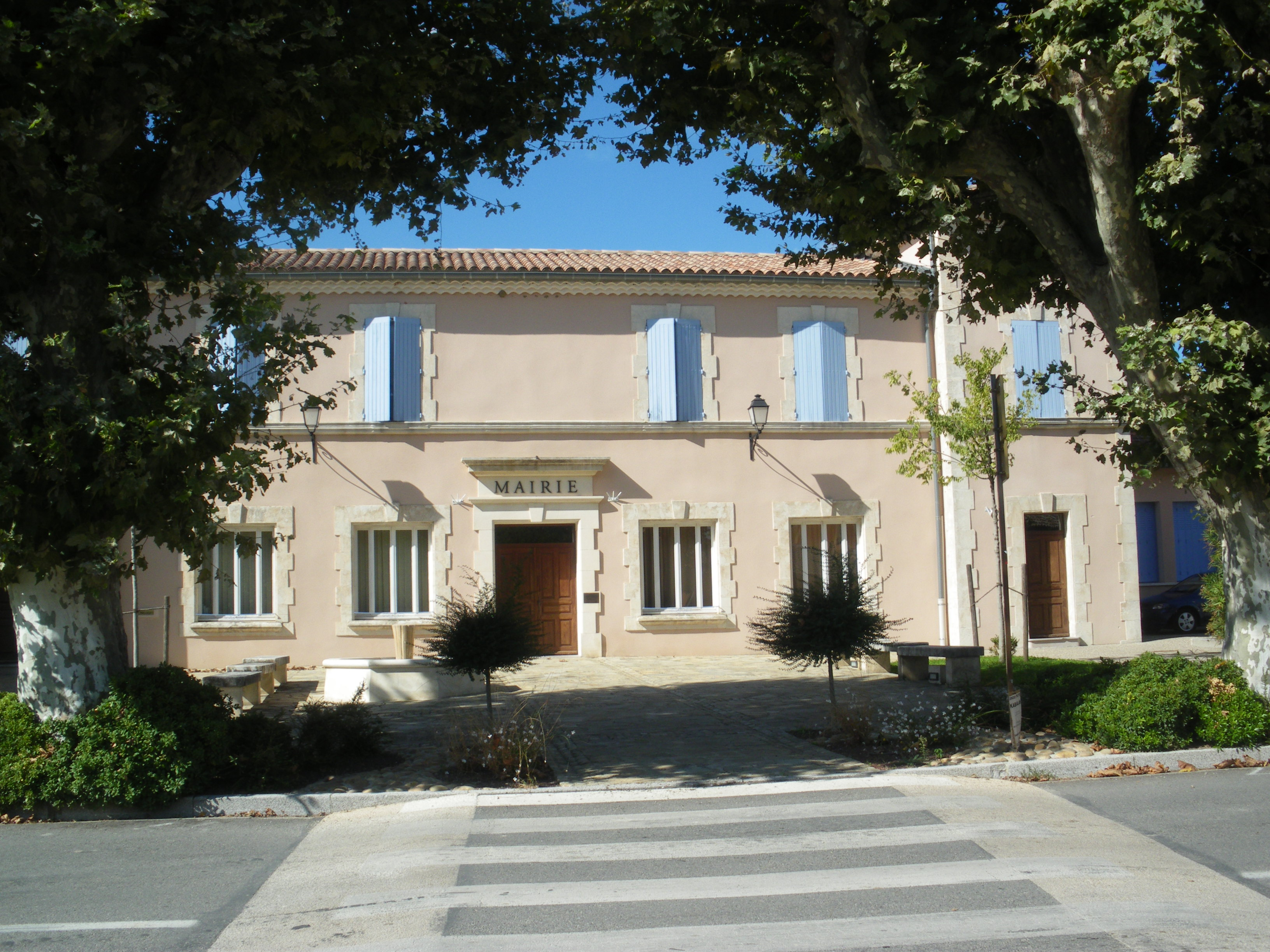
Mairie.

| Période                                  | Période   | Identité             | Étiquette | Qualité |
| ---------------------------------------- | --------- | -------------------- | --------- | ------- |
| mars 2001                                | mars 2008 | Jean-Bernard Sauvage | SE        |         |
| mars 2008                                | En cours  | Jean-Bernard Sauvage | SE        |         |
| Les données manquantes sont à compléter. |           |                      |           |         |

### Tendances politiques
Au référendum européen sur le traité de Maastricht (scrutin du 20 septembre 1992), sur 351 inscrits, 266 ont voté, ce qui représente une participation de 75,78 %, soit une abstention de 24,22 %. Il y a eu une victoire du non avec 169 voix (64,75 %) contre 92 voix (35,25 %) qui se sont prononcées pour le oui, 5 votes (1,88 %) étant blancs ou nuls.
À l’Élection européenne de 2004, Michel Rocard (PS) est arrivé en tête avec 35,94 %, suivi par Jean-Marie Le Pen (FN) avec 16,67 %, Françoise Grossetête (UMP) avec 11,98 %, Thierry Cornillet (UDF) avec 8,33 %, Jean-Luc Bennahmias (écologie) avec 5,73 % et Aline Vidal-Dumas (LCP) 5,21 % ; aucun autre candidat ne dépassant le seuil des 4 %.
Au référendum sur la constitution européenne (scrutin du 29 mai 2005), sur 419 inscrits, 301 ont voté, ce qui représente une participation de 74,94 % du total, soit une abstention de 25,06 %. Il y a eu une forte victoire du non avec 212 voix (70,43 %), 89 voix (29,57 %) s'étant prononcées contre et 13 (4,14 %) étant des votes blancs ou nuls.
À l’élection présidentielle de 2007, le premier tour a vu se démarquer nettement en tête Nicolas Sarkozy (UMP) avec 33,98 %, suivi par Ségolène Royal (PS) avec 24,59 %, Jean-Marie Le Pen (FN) avec 12,98 % et François Bayrou (UDF) avec 12,15 % aucun autre candidat ne dépassant le seuil des 5 %. Le second tour a vu arriver en tête Nicolas Sarkozy avec 58,17 % (résultat national : 53,06 %) contre 41,83 % pour Ségolène Royal (résultat national : 46,94 %).
À l’Élection européenne de 2009, Françoise Grossetête (UMP) est arrivée en tête avec 26,13 %, suivie par Michele Rivasi (Europe Écologie) avec 20,10 %, Vincent Peillon (PS) avec 14,07 %, Jean-Marie Le Pen (FN) avec 10,55 %, Francis Lalanne (Écologie avec 6,03 %, Patrick Louis (divers droite) avec 6,03 %, Marie-Christine Vergiat (Front de Gauche) 5,53 % et Jean-Luc Bennahmias (Modem) avec 5,03 % ; aucun autre candidat ne dépassant le seuil des 5 %. Le taux de participation a été de 49,31 %.

### Fiscalité
| Taxe                                                | Part communale | Part intercommunale | Part départementale | Part régionale |
| --------------------------------------------------- | -------------- | ------------------- | ------------------- | -------------- |
| Taxe d'habitation (TH)                              | 8,26 %         | 0,00 %              | 7,55 %              | 0,00 %         |
| Taxe foncière sur les propriétés bâties (TFPB)      | 16,32 %        | 0,00 %              | 10,20 %             | 2,36 %         |
| Taxe foncière sur les propriétés non bâties (TFPNB) | 41,19 %        | 0,00 %              | 28,96 %             | 8,85 %         |
| Taxe professionnelle (TP)                           | 00,00 %        | 17,67 %             | 13,00 %             | 3,84 %         |

La part régionale de la taxe d'habitation n'est pas applicable.

### Intercommunalité
La commune fait partie de la communauté de communes Pays Vaison Ventoux, qui fait elle-même partie du syndicat mixte d'aménagement de l'Aygues et du syndicat mixte d'aménagement du bassin de l'Ouvèze (SIABO).

## Démographie
L'évolution du nombre d'habitants est connue à travers les recensements de la population effectués dans la commune depuis 1793. Pour les communes de moins de 10 000 habitants, une enquête de recensement portant sur toute la population est réalisée tous les cinq ans, les populations de référence des années intermédiaires étant quant à elles estimées par interpolation ou extrapolation. Pour la commune, le premier recensement exhaustif entrant dans le cadre du nouveau dispositif a été réalisé en 2008.

En 2022, la commune comptait 622 habitants, en évolution de −4,16 % par rapport à 2016 (Vaucluse : +1,73 %, France hors Mayotte : +2,11 %).
| 1793 | 1800 | 1806 | 1821 | 1831 | 1836 | 1841 | 1846 | 1851 |
| ---- | ---- | ---- | ---- | ---- | ---- | ---- | ---- | ---- |
| 232  | 281  | 309  | 316  | 360  | 388  | 400  | 435  | 465  |

| 1856 | 1861 | 1866 | 1872 | 1876 | 1881 | 1886 | 1891 | 1896 |
| ---- | ---- | ---- | ---- | ---- | ---- | ---- | ---- | ---- |
| 449  | 473  | 476  | 470  | 514  | 506  | 418  | 388  | 416  |

| 1901 | 1906 | 1911 | 1921 | 1926 | 1931 | 1936 | 1946 | 1954 |
| ---- | ---- | ---- | ---- | ---- | ---- | ---- | ---- | ---- |
| 422  | 431  | 406  | 334  | 335  | 327  | 294  | 300  | 311  |

| 1962 | 1968 | 1975 | 1982 | 1990 | 1999 | 2006 | 2008 | 2013 |
| ---- | ---- | ---- | ---- | ---- | ---- | ---- | ---- | ---- |
| 333  | 362  | 415  | 423  | 499  | 587  | 606  | 611  | 646  |

| 2018 | 2022 | - | - | - | - | - | - | - |
| ---- | ---- | - | - | - | - | - | - | - |
| 638  | 622  | - | - | - | - | - | - | - |

## Économie
La première ressource économique de la commune, c'est la vigne, que ce soit directement (production de vins) ou indirectement : courtage et négoce en vin, imprimerie d'étiquettes de vin.

### Agriculture
Roaix est l'une des seize communes à avoir le droit d'accoler son nom à l'AOC côtes-du-rhône villages. Le vignoble situé sur les contreforts de la montagne de Ventabren ou sur les anciennes terrasses du diluvium alpin produit des vins d'une grande qualité en blanc, rosé et rouge. Les vins issus de vignobles de plaine qui ne sont pas en appellation d'origine contrôlée peuvent revendiquer, après agrément, le label vin de pays de la Principauté d'Orange. Sur la commune, il existe trois caves indépendantes, tous les autres viticulteurs adhèrent à la Cave des Vignerons.

### Tourisme

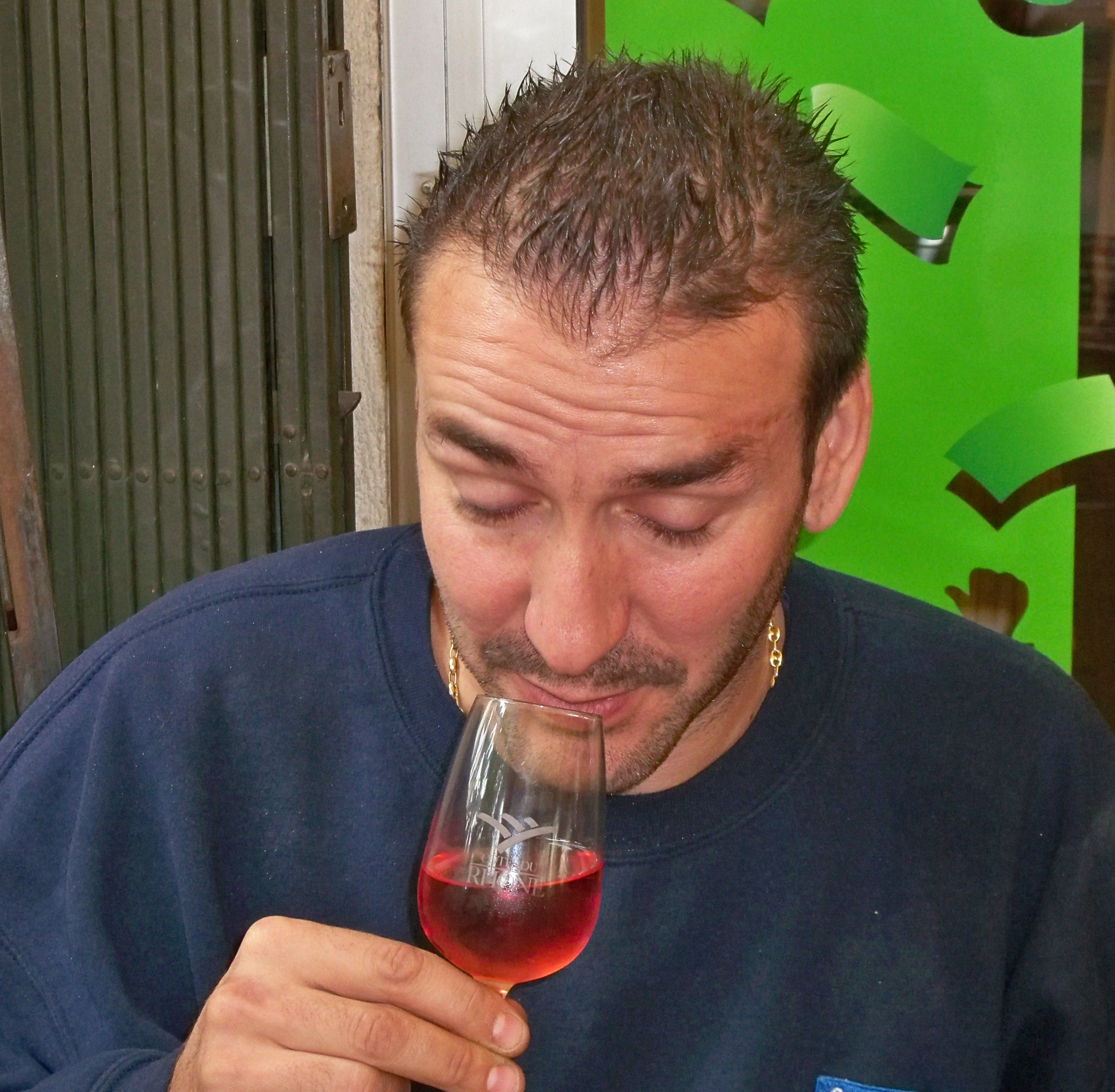
Dégustation d'un AOC roaix rosé.

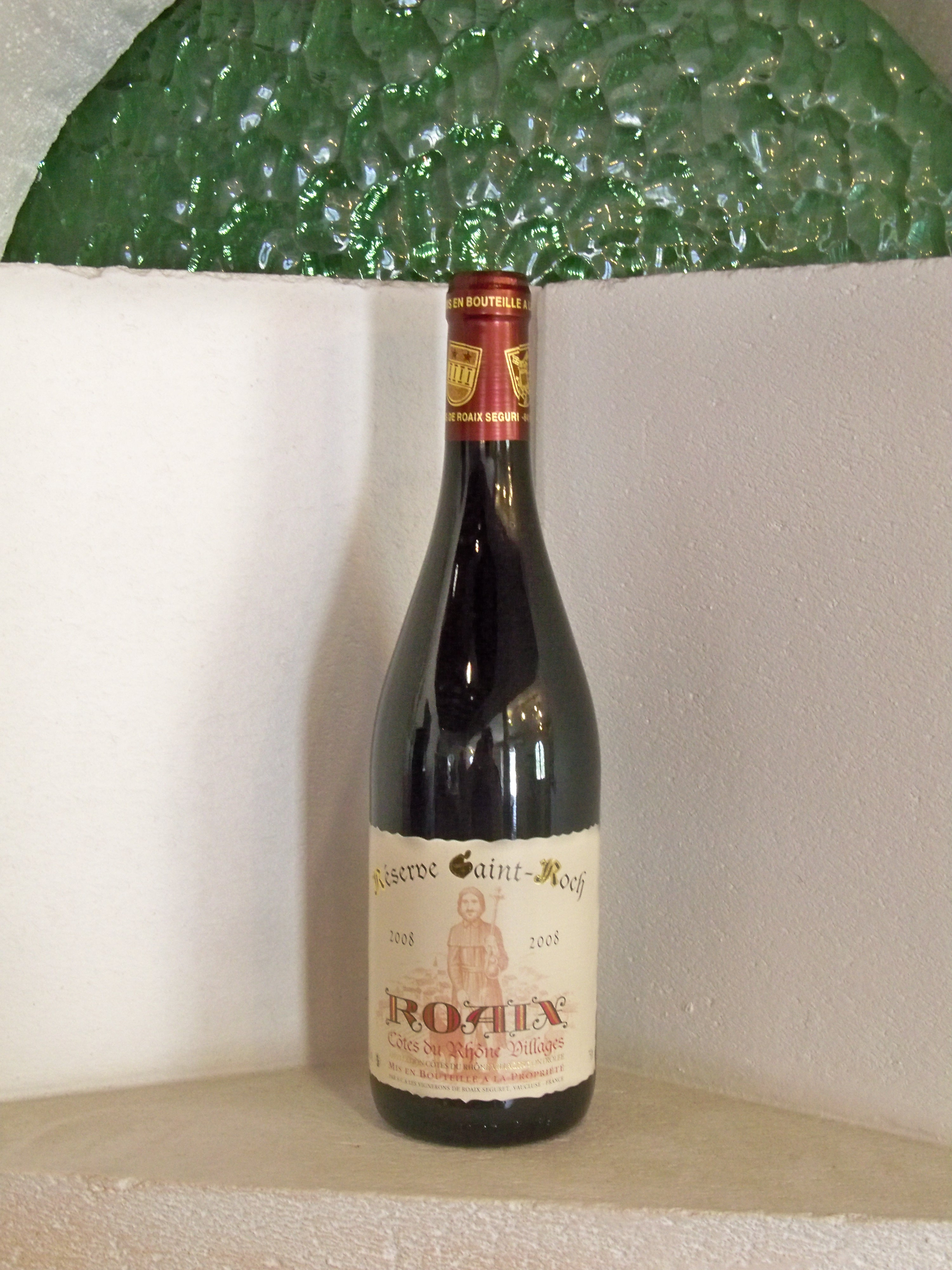
AOC roaix, Réserve Saint Roch.

L'œnotourisme recouvre de nombreuses activités de découverte : dégustation des vins, visite de caves, rencontre avec les propriétaires, découverte des métiers et techniques de la vigne, connaissance des cépages, des terroirs, des appellations, de la gastronomie locale. À cet aspect festif s'ajoutent les activités sportives et de loisirs : promenades et randonnées dans les vignobles.
Pour les touristes, une charte de qualité des caveaux de dégustation a été mise en place dans la vallée du Rhône pour l'ensemble des vignobles par Inter Rhône. Elle propose trois catégories différentes d'accueil en fonction des prestations offertes par les caves.
La première - dite accueil de qualité - définit les conditions de cet accueil. Un panneau à l'entrée doit signaler que celui-ci est adhérent à la charte. Ce qui exige que locaux et ensemble du matériel utilisé sont d'une propreté irréprochable (sols, table de dégustation, crachoirs, verres).
La seconde - dite accueil de service - précise que le caveau est ouvert cinq jours sur sept toute l'année et six jours sur sept de juin à septembre. Il dispose d'un site internet et fournit à sa clientèle des informations sur la gastronomie et les produits agroalimentaires locaux, les lieux touristiques et les autres caveaux adhérant à la charte. Des plus les fiches techniques sur les vins proposés sont disponibles en anglais.
La troisième - dite accueil d'excellence - propose d'autres services dont la mise en relation avec d'autres caveaux, la réservation de restaurants ou d'hébergements. Il dispose d'un site Internet en version anglaise et le personnel d'accueil parle au moins l'anglais.

### Écologie et recyclage
La collecte et traitement des déchets des ménages et déchets assimilés et la protection et mise en valeur de l'environnement se font dans le cadre de la communauté de communes Pays Vaison Ventoux.
La commune est incluse dans la zone de protection Natura 2000 « l'Ouvèze et le Toulourenc », sous l'égide du ministère de l'Écologie, de la DREAL Provence-Alpes-Côte-d'Azur, et du MNHN (service du patrimoine naturel).

## Équipements et services
Peu de commerces sur place (café-tabac, épicerie, coiffure), mais tous commerces sur la commune voisine de Vaison-la-Romaine.

### Fête votive
La fête votive a lieu tous les premiers week-ends du mois de juillet. La fête est organisée sur deux jours par le comité des Fêtes et avec la participation de l'Ape. Un grand marché artisanal ainsi qu'un vide-grenier sont organisés le dimanche dans tout le village.

### Transports urbains
Une liaison Vaison - Orange, par les cars Lieutaud, dessert Roaix plusieurs fois par jour.

### Enseignement
La commune dispose d'une école primaire publique avec une classe unique, ensuite les élèves sont affectés au collège Joseph-d'Arbaud à Vaison-la-Romaine, puis au nouveau lycée de Vaison.

### Sports
Un terrain de sport a été construit à côté de l'école et on trouve sur la commune un club de fitness.

### Santé
On trouve sur la commune voisine de Vaison-la-Romaine
- un centre médico-social (rue Laënnec) avec des consultations PMI, le planning familial, etc.,
- des médecins généralistes, dentistes, un cabinet de radiologie et d'échographie, plusieurs pharmacies,
- deux maisons de retraite et un foyer logement,
- un centre hospitalier muni d'un service d'urgences et où quelques spécialistes assurent des consultations externes.

## Vie locale

### Cultes
L'église paroissiale Saint-Roch est réservée au seul culte catholique. Elle contient le caveau familial des Vaesc. L'ancienne chapelle templière, Notre-Dame-des-Crottes, se trouve au quartier du même nom. Il n'en reste que l'abside.

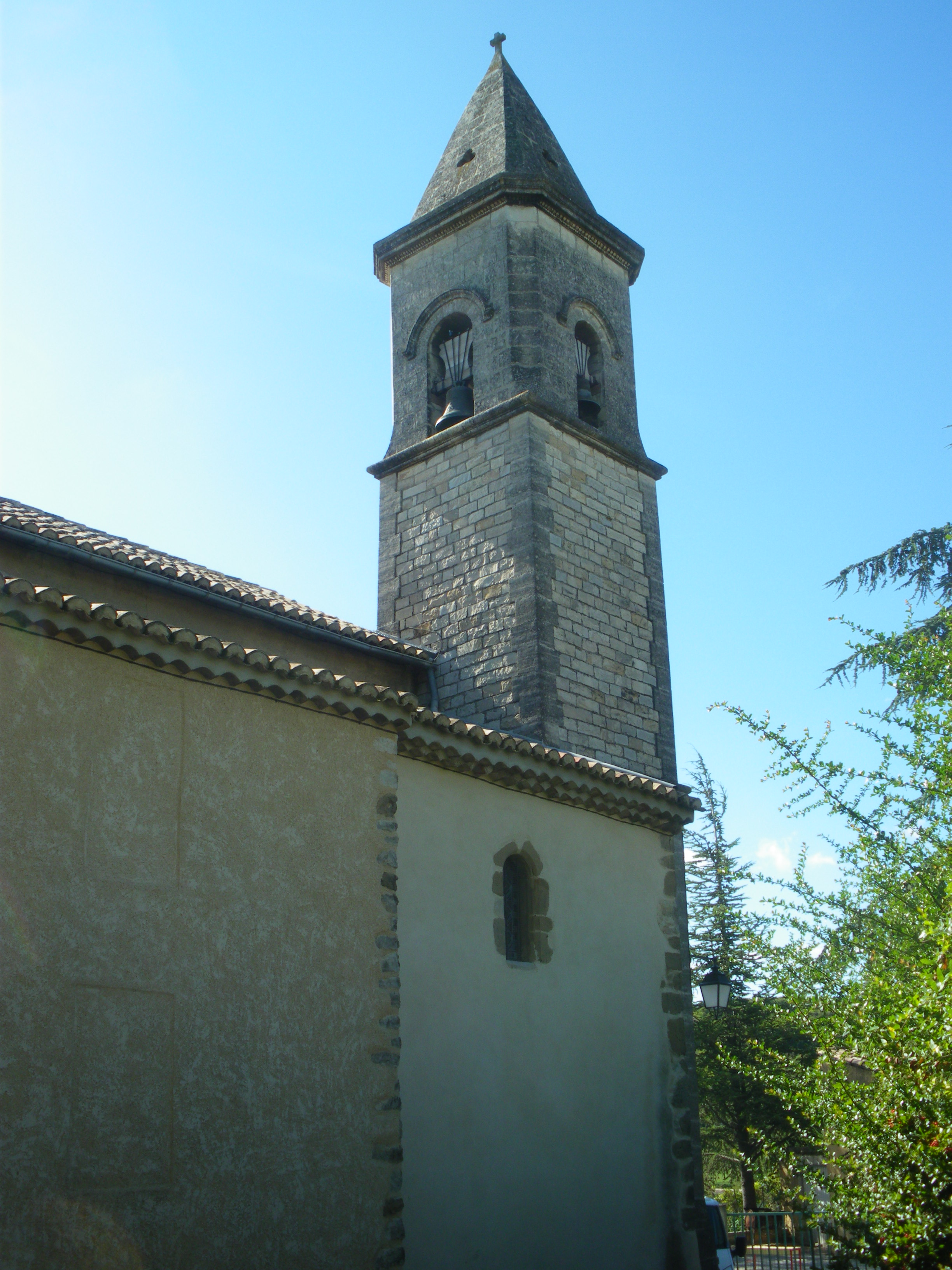
Le clocher.
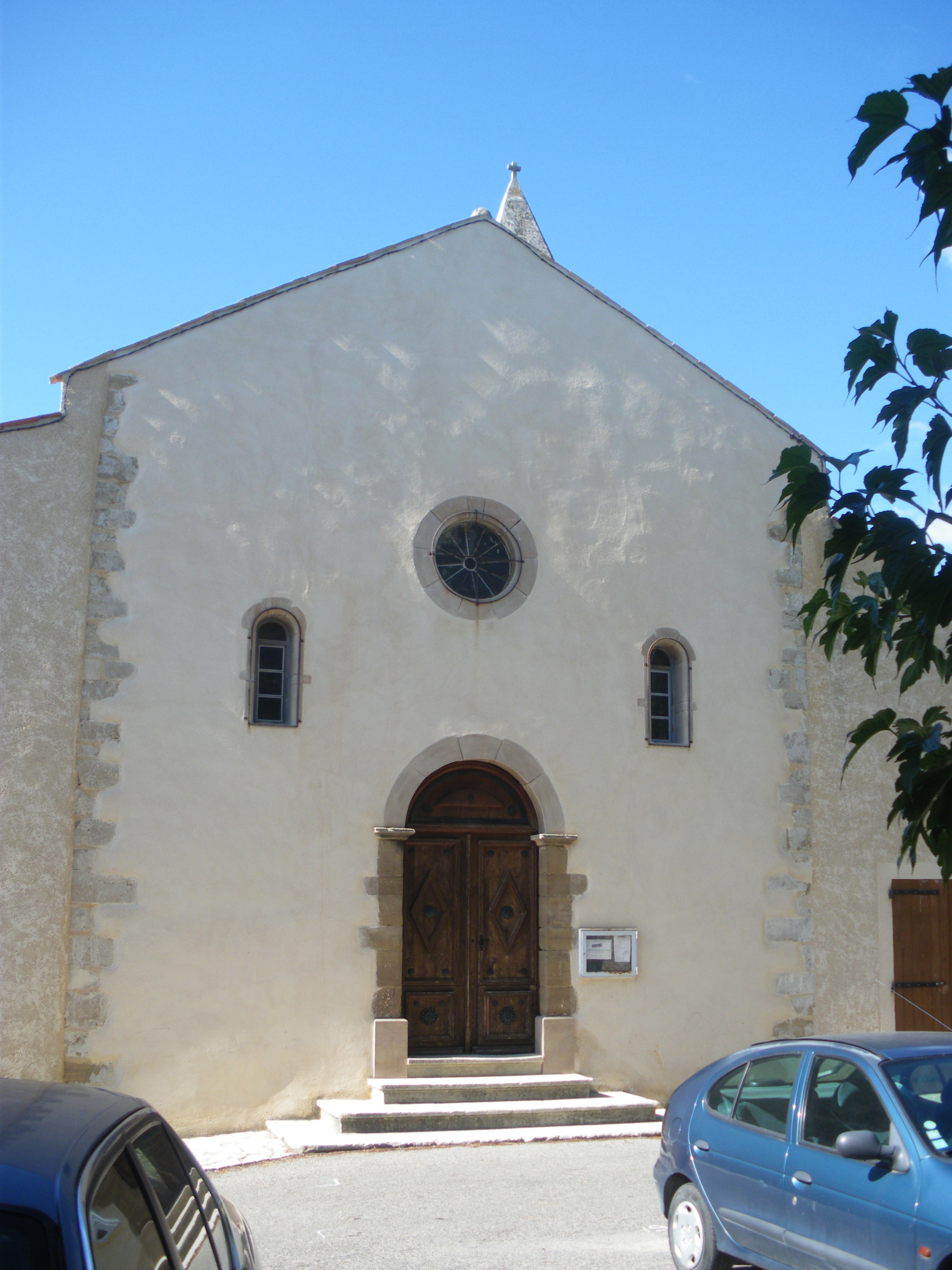
La façade.

### Écologie et recyclage
La collecte et traitement des déchets des ménages et déchets assimilés et la protection et mise en valeur de l'environnement se font dans le cadre de la communauté de communes Pays Vaison Ventoux.

## Lieux et monuments

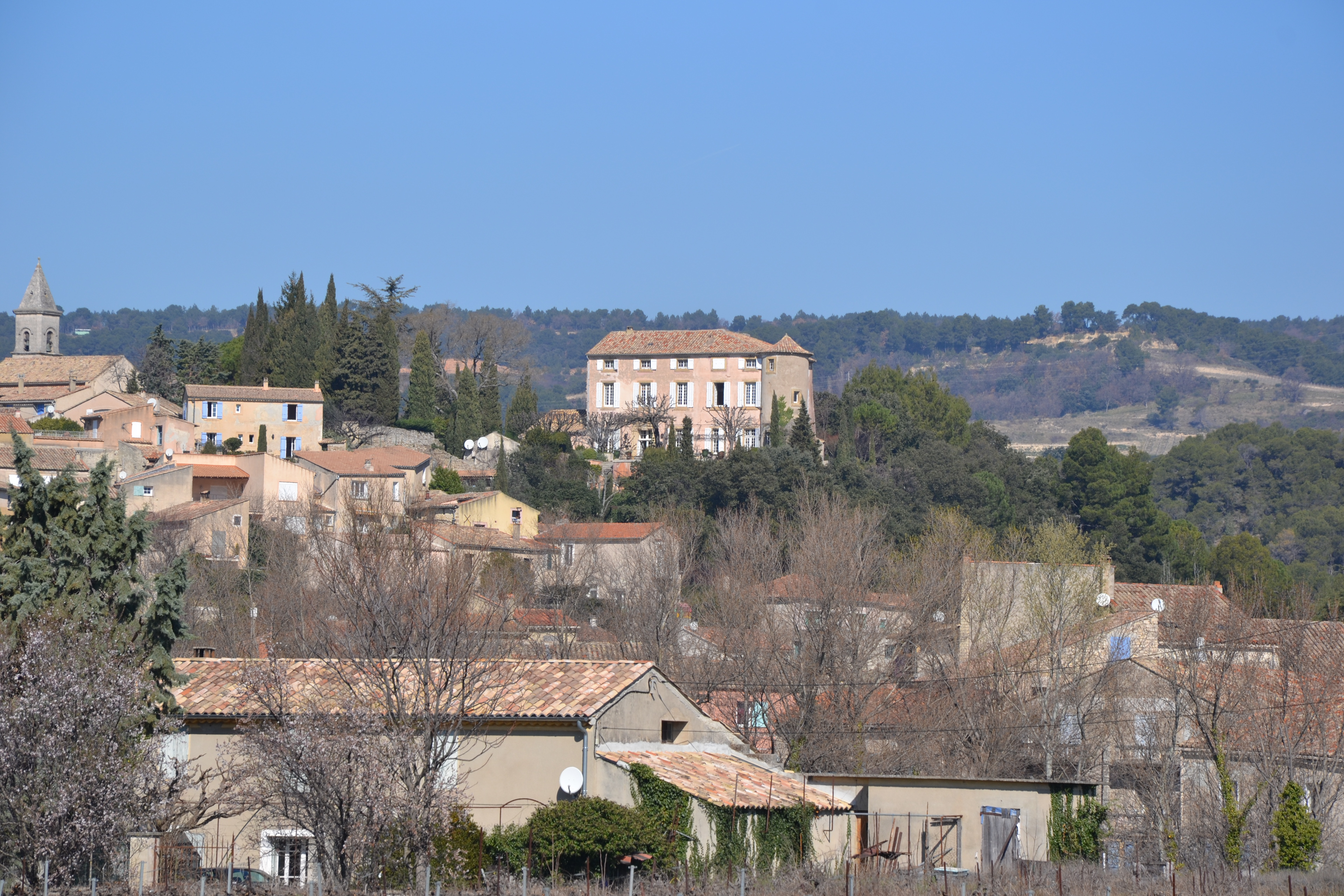
Ancienne commanderie templière.

Une ancienne commanderie se trouve route de Villedieu, mais elle n'est pas accessible aux visiteurs, car elle appartient à un particulier. Ce lieu et sa chapelle ont été édifiés sur un site paléochrétien. Quelques éléments apparaissent en réemploi. Le fronton de la fontaine n'est autre qu'un fragment de table d'autel en marbre. Sa décoration (feuilles et colombes) l'apparente aux autels du Ve siècle dont les deux exemplaires les plus complets ont été retrouvés à Saint-Marcel-de-Crussol et Vaugines. Ils caractérisent la diffusion de l'humanisme chrétien faite par les moines de l'abbaye Saint-Victor de Marseille, en Provence et dans la vallée du Rhône. Leur doctrine fut condamnée comme hérétique lors du deuxième concile d'Orange en 529.

## Personnalités liées à la commune
- François de Vaesc, seigneur de Roaix, qui a voulu être enterré assis sur son fauteuil dans le caveau familial[44].
- Alice Colonieu, céramiste qui a vécu à Roaix.